# Een ander zijn geluk
Een ander zijn geluk is een Belgische film uit 2005, geregisseerd door Fien Troch over een Vlaams dorp waarin een kind wordt doodgereden en de dader doorrijdt.
De film gaat onder meer over gebrekkige communicatie tussen mensen. Er wordt vaak weinig gezegd. Bij de enkeling die veel praat, is hetgeen gezegd wordt vrij inhoudsloos. De cinematografie van deze film door Frank van den Eeden werd bekroond met de Selection Camerimage.

## Rolverdeling
| Acteur              | Personage  |
| ------------------- | ---------- |
| Ina Geerts          | Christine  |
| Peter Van den Begin | Mark       |
| Natali Broods       | Gerda      |
| Johan Leysen        | Francis    |
| Josse De Pauw       | Inspecteur |

## Prijzen
- (2005) - Gouden Alexander (beste film) op het 46e Internationale Filmfestival van Thessaloniki
- (2005) - prijs voor het beste scenario op het 46e Internationale Filmfestival van Thessaloniki